# Miss Mondo 2007

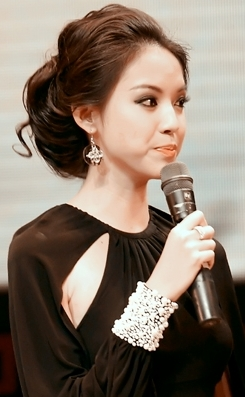

Miss Mondo 2007, la cinquantasettesima edizione di Miss Mondo si è tenuta il 1º dicembre 2007, presso il Crown of Beauty Theatre, a Sanya in Cina. Il concorso è stato presentato da Fernando Allende e Angela Chow. Zhang Zilin, rappresentante della Cina è stata incoronata Miss Mondo 2007, dalla detentrice del titolo uscente, Taťána Kuchařová.

## Risultati

### Piazzamenti
| Risultato       | Concorrente |
| --------------- | --- |
| Miss Mondo 2007 | - Cina - Zhang Zilin |
| 2ª classificata | - Angola - Micaela Reis |
| 3ª classificata | - Messico - Carolina Morán |
| Finaliste       | - Svezia - Annie Oliv - Trinidad e Tobago - Valene Maharaj |
| Semifinaliste   | - Austria - Christine Reiler - Ecuador - Valeska Saab - Ghana - Irene Dwomoh - Giamaica - Yendi Phillips - Grenada - Vivian Burkhardt - Hong Kong - Kayi Cheung - Malaysia - Deborah Priya Henry - Porto Rico - Jennifer Guevara - Rep. Dominicana - Ada de la Cruz - Stati Uniti - Abigail McCary - Venezuela - Claudia Suárez |

### Regine continentali
| Risultato       | Concorrente                          |
| --------------- | ------------------------------------ |
| Africa          | - Angola - Micaela Reis              |
| Americhe        | - Messico - Carolina Morán           |
| Asia e Pacifico | - Cina - Zhang Zilin                 |
| Caraibi         | - Trinidad e Tobago - Valene Maharaj |
| Europa          | - Svezia - Annie Oliv                |

### Riconoscimenti speciali
| Riconoscimento            | Concorrente                                                                    |
| ------------------------- | ------------------------------------------------------------------------------ |
| Miss World Beach Beauty   | - Rep. Dominicana - Ada de la Cruz                                             |
| Miss World Top Model      | - Cina - Zhang Zilin                                                           |
| Miss World Sports         | - Stati Uniti - Abigail McCary                                                 |
| Miss World Talent         | - Ghana - Irene Dwomoh                                                         |
| Beauty with a Purpose     | - Ecuador - Valeska Saab (pari merito) - Hong Kong - Kayi Cheung (pari merito) |
| Best World Dress Designer | - Corea del Sud - Cho Eun-ju                                                   |

## Giudici
- Julia Morley (Regno Unito) - Presidentessa della Miss World LTD
- Duncan James (Regno Unito) - Cantante e personaggio televisivo.
- Annabel Croft (Regno Unito) - Ex-tennista e personaggio televisivo.
- Ben de Lisi (Italia) - Stilista.
- Li Xiao Bai (Cina) - Manager del New Silk Road Modelling Agency.
- Bruce Zhao (Cina) - Presidente del Huayu Group.
- Makaziwe Mandela (Sudafrica) - Figlia di Nelson Mandela, imprenditrice e filantropa.
- Neal Hamil (Stati Uniti) - Manager di Elite Models.
- Krish Naidoo (Irlanda) - Ambasciatrice internazionale di Miss Mondo.
- Elena Franchuk (Ucraina) - Fondatrice della fondazione Anti-AIDS Ucraina.

## Concorrenti
| Nazione              | Concorrente                       | Età | Statura (cm) | Continente     | Provenienza                          |
| -------------------- | --------------------------------- | --- | ------------ | -------------- | ------------------------------------ |
| Albania              | Elda Dushi                        | 18  | 176          | Europa         | Tirana                               |
| Angola               | Micaela Patricia Reis             | 18  | 176          | Africa         | Benguela                             |
| Argentina            | Noelia Alejandra Bernal           | 18  | 177          | America        | Perico                               |
| Aruba                | Boyoura Martijn                   | 21  | 170          | Caraibi        | Rooi Master                          |
| Australia            | Caroline Louise Clowes Pemberton  | 21  | 182          | Asia e Oceanía | St.Ives                              |
| Austria              | Christine Reiler                  | 25  | 171          | Europa         | Mödling                              |
| Bahamas              | Anya Watkins                      | 21  | 170          | Caraibi        | Nassau                               |
| Belgio               | Halima Chehaima                   | 19  | 177          | Europa         | Bruxelles                            |
| Belize               | Felicita "Leesha" Arzú            | 22  | 175          | America        | Orange Walk Town                     |
| Bielorussia          | Alena Aladka                      | 22  | 178          | Europa         | Minsk                                |
| Bolivia              | Sandra Lea Hernández Saavedra     | 22  | 174          | America        | Cochabamba                           |
| Bosnia ed Erzegovina | Gordana Tomić                     | 17  | 178          | Europa         | Tuzla                                |
| Botswana             | Malebogo Marumoagae               | 24  | 166          | Africa         | Tonota                               |
| Brasile              | Regiane Andrade                   | 23  | 173          | America        | São Bento do Sul                     |
| Bulgaria             | Paolina Racheva                   | 19  | 178          | Europa         | Rousse                               |
| Canada               | Sara Ghulam                       | 18  | 177          | America        | Pickering                            |
| Cile                 | Bernardita Zúñiga Huesbe          | 24  | 176          | America        | Viña del Mar                         |
| Cina                 | Zhang Zilin                       | 23  | 182          | Asia e Oceanía | Shijiazhuang                         |
| Cipro                | Dora Anastasiou                   | 19  | 173          | Europa         | Xylophagou                           |
| Colombia             | María José Torrenegra Ariza       | 23  | 176          | America        | Barranquilla                         |
| Corea del Sud        | Eun-Ju Cho                        | 24  | 168          | Asia e Oceanía | Pusan                                |
| Costa Rica           | Wendy del Carmen Cordero Sánchez  | 19  | 175          | America        | Cartago                              |
| Croazia              | Tajana Jeremić                    | 17  | 172          | Europa         | Vukovar                              |
| Curaçao              | Mckeyla Antoinette Richards       | 19  | 180          | Caraibi        | Willemstad                           |
| Danimarca            | Line Kruuse                       | 25  | 176          | Europa         | Korsør                               |
| Ecuador              | Valeska Alexandra Saab Gómez      | 23  | 172          | America        | Guayaquil                            |
| El Salvador          | Silvia Michelle Melhado Rodríguez | 18  | 172          | America        | San Salvador                         |
| Estonia              | Kadi Sizask                       | 21  | 178          | Europa         | Rapla                                |
| Etiopia              | Mihret Abebe                      | 19  | 180          | Africa         | Teferi Kela                          |
| Filippine            | Margaret Nales Wilson             | 18  | 175          | Asia e Oceanía | Bacolod                              |
| Finlandia            | Linnea Eeric Annickki Aaltonen    | 19  | 168          | Europa         | Porvoo                               |
| Francia              | Rachel Legrain-Trapani            | 20  | 172          | Europa         | San Quintino                         |
| Galles               | Kelly-Louise Pesticcio            | 23  | 170          | Europa         | Cardiff                              |
| Georgia              | Tamar Nemsitsveridze              | 20  | 173          | Europa         | Kutaisi                              |
| Germania             | Janice Behrendt                   | 24  | 180          | Europa         | Cottbus                              |
| Ghana                | Irene Dwomoh                      | 21  | 178          | Africa         | Essikadu                             |
| Giamaica             | Yendi Phillips                    | 22  | 178          | Caraibi        | Kingston                             |
| Giappone             | Rui Watanabe                      | 23  | 170          | Asia e Oceanía | Tokyo                                |
| Gibilterra           | Danielle Samantha Pérez           | 23  | 162          | Europa         | Gibilterra                           |
| Grenada              | Vivian Charlott Burkhardt         | 21  | 170          | Caraibi        | Saint George's                       |
| Grecia               | Aikaterini Evangelinou            | 19  | 180          | Europa         | Atene                                |
| Guadalupa            | Nancy Karen Fleurival             | 23  | 175          | Caraibi        | Les Abymes                           |
| Guatemala            | Hamy Nataly Tejeda Funes          | 22  | 177          | America        | Città del Guatemala                  |
| Guyana               | Candace Charles                   | 17  | 170          | America        | Isole Essequibo-Demerara Occidentale |
| Hong Kong            | Kayi Cheung                       | 23  | 164          | Asia e Oceanía | Hong Kong                            |
| India                | Sarah-Jane Dias                   | 24  | 175          | Asia e Oceanía | Bombay                               |
| Indonesia            | Kamidia Radisti                   | 23  | 169          | Asia e Oceanía | Bandung                              |
| Inghilterra          | Georgia Faye Horsley              | 20  | 173          | Europa         | Norton-on-Derwent                    |
| Irlanda              | Bláthnaid McKenna                 | 21  | 175          | Europa         | Kildare                              |
| Irlanda del Nord     | Melissa Jane Patton               | 20  | 176          | Europa         | Belfast                              |
| Islanda              | Jóhanna Vala Jónsdóttir           | 21  | 177          | Europa         | Reykjavík                            |
| Isole Cayman         | Rebecca Parchment                 | 25  | 178          | Caraibi        | West Bay                             |
| Israele              | Liran Kohener                     | 19  | 171          | Europa         | Rishon LeZion                        |
| Italia               | Giada Wiltshire                   | 17  | 182          | Europa         | Lugo                                 |
| Kazakistan           | Dana Kaparova                     | 19  | 176          | Europa         | Astana                               |
| Kenya                | Catherine Wangari Wainaina        | 22  | 173          | Africa         | Nyandarua                            |
| Lettonia             | Kristīne Djadenko                 | 23  | 173          | Europa         | Riga                                 |
| Libano               | Nadine Njeim                      | 20  | 180          | Europa         | Beirut                               |
| Lituania             | Jurgita Jurkuté                   | 22  | 177          | Europa         | Vilna                                |
| Macedonia            | Jana Stojanovska                  | 22  | 171          | Europa         | Skopje                               |
| Malaysia             | Deborah Priya Henry               | 22  | 178          | Asia e Oceanía | Kuala Lumpur                         |
| Malta                | Stephanie Zammit                  | 22  | 175          | Europa         | Żejtun                               |
| Martinica            | Vanessa Beauchaints               | 22  | 174          | Caraibi        | Ducos                                |
| Mauritius            | Melody Selvon                     | 18  | 174          | Africa         | Flic en Flac                         |
| Messico              | Carolina Morán Gordillo           | 19  | 178          | America        | Manzanillo                           |
| Moldavia             | Ina Codreanu                      | 22  | 171          | Europa         | Chișinău                             |
| Mongolia             | Oyungerel Gankhuyag               | 22  | 177          | Asia e Oceanía | Ulan Bator                           |
| Montenegro           | Marija Ćirović                    | 18  | 182          | Europa         | Nikšić                               |
| Namibia              | Marichen Jolandi Luiperth         | 21  | 173          | Africa         | Swakopmund                           |
| Nepal                | Sitashma Chand                    | 24  | 171          | Asia e Oceanía | Lalitpur                             |
| Nigeria              | Munachi Gail Teresa Abii Nwankwo  | 20  | 171          | Africa         | Owerri                               |
| Norvegia             | Lisa-Mari Moen Jünge              | 19  | 177          | Europa         | Molde                                |
| Paesi Bassi          | Melissa Sneekes                   | 24  | 168          | Europa         | L'Aia                                |
| Panama               | Shey Ling Him Gordon              | 21  | 178          | America        | Panama                               |
| Paraguay             | María de la Paz Vargas Morinigo   | 20  | 170          | America        | Fuerte Olimpo                        |
| Perù                 | Cinthya Jessenia Calderón Ulloa   | 19  | 170          | America        | Tacna                                |
| Polonia              | Karolina Zakrzewska               | 21  | 180          | Europa         | Zielona Góra                         |
| Porto Rico           | Jennifer Guevara Campos           | 20  | 178          | Caraibi        | Orocovis                             |
| Rep. Ceca            | Kateřina Sokolová                 | 18  | 177          | Europa         | Přerov                               |
| Rep. Dominicana      | Ada Aimée de la Cruz              | 21  | 180          | Caraibi        | San Cristóbal                        |
| Romania              | Elena Roxana Azoitei              | 19  | 178          | Europa         | Costanza                             |
| Russia               | Tat'jana Kotova                   | 22  | 176          | Europa         | Rostov sul Don                       |
| Scozia               | Nieve Jennings                    | 20  | 175          | Europa         | Bishopbriggs                         |
| Serbia               | Mirjana Božović                   | 20  | 181          | Europa         | Lajkovac                             |
| Sierra Leone         | Fatmata B. Turay                  | 20  | 173          | Africa         | Freetown                             |
| Singapore            | Roshni Kaur Soin                  | 21  | 173          | Asia e Oceanía | Singapore                            |
| Slovacchia           | Veronika Husárová                 | 20  | 176          | Europa         | Komárno                              |
| Slovenia             | Tadeja Ternar                     | 20  | 178          | Europa         | Beltinci                             |
| Spagna               | Natalia Zabala Arroyo             | 24  | 177          | Europa         | San Sebastián                        |
| Sri Lanka            | Romanthi Maria Colombage          | 23  | 170          | Asia e Oceanía | Colombo                              |
| Stati Uniti          | Abigail McCary                    | 25  | 173          | America        | Denver                               |
| Sudafrica            | Megan Kate Coleman                | 22  | 175          | Africa         | Hillcrest                            |
| Suriname             | Charisse Melany Moll              | 22  | 166          | America        | Paramaribo                           |
| Svezia               | Annie Oliv                        | 20  | 177          | Europa         | Göteborg                             |
| eSwatini             | Nkosing'phile Dlamini             | 22  | 172          | Africa         | Manzini                              |
| Thailandia           | Kanokkorn Jaicheun                | 21  | 175          | Asia e Oceanía | Bangkok                              |
| Tanzania             | Richa Maria Adhia                 | 19  | 170          | Africa         | Kariakoo                             |
| Trinidad e Tobago    | Valene Maharaj                    | 21  | 173          | Caraibi        | St Margaret                          |
| Turchia              | Mukerrem Selen Soyder             | 20  | 176          | Europa         | Ankara                               |
| Ucraina              | Lika Roman                        | 22  | 174          | Europa         | Užhorod                              |
| Uganda               | Monica Kansiime Kasyate           | 21  | 173          | Africa         | Kampala                              |
| Ungheria             | Krisztina Bodri                   | 21  | 170          | Europa         | Budapest                             |
| Venezuela            | Claudia Paola Suárez Fernández    | 20  | 173          | America        | Caracas                              |
| Vietnam              | Đặng Minh Thu                     | 19  | 168          | Asia e Oceanía | Hanoi                                |
| Zimbabwe             | Caroline Marufu                   | 24  | 183          | Africa         | Bulawayo                             |